# Xeranobium
Xeranobium is een geslacht van kevers uit de familie van de klopkevers (Anobiidae).

## Soorten
- Xeranobium badium White, 1971
- Xeranobium californicum White, 1971
- Xeranobium cinereum (G. Horn, 1894)
- Xeranobium costatum White, 1971
- Xeranobium desertum Fall, 1905
- Xeranobium griseum White, 1971
- Xeranobium laticeps Fall, 1905
- Xeranobium macrum Fall, 1905
- Xeranobium oregonum Hatch, 1961
- Xeranobium parvum White, 1971
- Xeranobium poliotrichum White, 1971
- Xeranobium rufescens White, 1971
- Xeranobium sericatum White, 1971